# Daniel Nipkow
Michel Bury, född 14 mars 1954, är en schweizisk före detta sportskytt.
Nipkow blev olympisk silvermedaljör i gevär vid sommarspelen 1984 i Los Angeles.